# Архитектура СССР (журнал)
«Архитектура СССР» — иллюстрированный ежемесячный журнал, издававшийся в СССР с 1933 по 1992 год. Печатный орган Союза архитекторов СССР и также Государственного комитета по гражданскому строительству и архитектуре. Освещал вопросы градостроительства.

## История
В июле 1933 года вышел первый номер журнала. Журнал издавался ежемесячно до июня 1941 года. С 1942 по 1947 год издавался не периодично (за это время вышло 18 выпусков). С 1948 по 1951 год журнал не издавался. С ноября 1951 года журнал вновь выходил ежемесячно.
1 июня 1992 года вышел приказ Стройиздата о закрытии журнала.
Редакторы: (в разное время)

Айрапетов Д. П., Алабян К. С. (отв. ред.), Аркин Д. Е., Авдотьин Л. Н., Аникст М. А., Белоусов В. Н., Белоконь А. Н., Блохин В. В., Блохин П. Н., Былинкин Н. П., Вавакин Л. В., Егерев В. С., Гутнов А. Э., Глазычев В. Л., Гнедовский Ю. П., Дыховичный Ю. А., Змеул С. Г., Захаров Г. А., Ким Н. Н., Кордо Н. Я., Кудрявцев А. П. (гл. ред.), Кузнецов А. И., Курочкин Н. М., Лебедев В. В., Лагутин К. К., Максименко В. А., Мельников Е. В., Маханько Б. А., Новиков Ф. А., Овчинников В. М., Остапенко М. А., Полянский А. Т., Постнов В. П., Пруцын О. И., Розанов Е. Г., Розанов Н. П., Рубаненко Б. Р., Рябушкин А. В., Рязанов В. С., Савицкий Ю. Ю., Светличный Б. Е., Сергеев А. Ф., Степанов В. В., Тихонов В. С. (гл. ред.), Тобилевич Б. П., Тонский Д. Г., Трапезников К. И. (гл. ред.), Фисенко А. С., Хомутов Е. Е., Ходжаев Д. Г., Чернышев С. Е., Швидковский О. А., Шквариков В. А., Шапошников Ю. Н. и другие.